# Mmap

mmap — POSIX-совместимый системный вызов Unix, позволяющий выполнить отображение файла или устройства на память. Является методом ввода-вывода через отображение файла на память и естественным образом реализует выделение страниц по запросу, поскольку изначально содержимое файла не читается с диска и не использует физическую память вообще. Реальное считывание с диска производится в «ленивом» режиме, то есть при осуществлении доступа к определённому месту.
В Linux, Mac OS X и BSD mmap может создавать несколько типов отображений.
Анонимные отображения — отображения пространства виртуальной памяти процесса, а не файла в пространстве файловой системы. По этой причине анонимное отображение схоже с функцией malloc и используется в некоторых реализациях malloc для определённых размещений. Следует заметить, что анонимные отображения не являются частью стандарта POSIX, хотя и реализованы почти во всех POSIX-системах.
Файловые отображения позволяют отобразить файл в виртуальной памяти (практически это буферизация чтения/записи конкретного файла с прямым — по адресам памяти — доступом к буферу, как области отображения файла в памяти). Доступ к этим участкам памяти приводит к чтению/записи файла. Если отображение распределено между процессами, запись в это пространство в одном процессе окажет воздействие на другие процессы. Если используется частное (private) отображение, то изменения не будут видны другим процессам и не будут записаны в файл.
Процесс чтения/записи в отображенный в виртуальную оперативную память файл не всегда приводит к ожидаемому результату, поскольку сегменты файла копируются в оперативную память и периодически выгружаются на диск, однако синхронизация может быть форсирована с помощью системного вызова msync.
mmap файлов может значительно снизить нагрузку на диск для нескольких программ-приложений, обращающихся к одному и тому же файлу. Если файл отображён в памяти, программы-приложения могут разделять сегмент памяти, являющийся отображением файла в памяти, вместо загрузки файла для каждой программы-приложения, желающей обратиться к данному файлу.
К памяти, распределённой с помощью mmap, можно осуществлять доступ из дочерних процессов.
mmap можно использовать для реализации межпроцессного взаимодействия (IPC). В современных операционных системах mmap обычно предпочтительней взаимодействию через распределённую память в стиле System V.
Основное различие между распределённой памятью System V (shmem) и вводом-выводом с отображением памяти (mmap) состоит в том, что распределённая память System V постоянна: не будучи явно удалены, данные будут храниться в памяти и оставаться доступными до тех пор, пока система не будет отключена. Память mmap не является постоянной между запусками прикладных программ (только если отображение не зарезервировано в файле) — сегмент памяти, созданный mmap, автоматически удаляется ядром системы, когда завершатся все использующие его программы-приложения.